# État de siège
État de siège es un disco de Los Calchakis correspondiente a la banda sonora de la película de Costa Gavras titulada Estado de sitio de 1973, compuesta íntegramente por el músico griego Mikis Theodorakis.

## Lista de canciones
1. Tupamaros
2. Pueblo en lucha
3. Paola, 11099
4. Libertadores I
5. América insurrecta
6. Libertadores II
7. L'americain
8. Hugo (L'arrestation)
9. Tupamaros - Libertadores III

Todos los temas fueron compuestos por Mikis Theodorakis e interpretados por Los Calchakis.

## Integrantes
- Héctor Miranda
- Nicolás Pérez González
- Gonzalo Reig
- Sergio Arriagada
- Rodolfo Dalera

- Datos: Q5849984